# ممثلية جمهورية كوريا لدى فلسطين
ممثلية جمهورية كوريا لدى فلسطين هي الجهة الدبلوماسية العُليا لجمهورية كوريا الجنوبية لدى دولة فلسطين، أنشئ مكتب الممثلية الكورية لدى السلطة الوطنية الفلسطينية في نوفمبر 2005 ضمن سفارة كوريا الجنوبية لدى إسرائيل، وفي عام 2014 انتقل إلى مدينة البيرة في دولة فلسطين.

## قائمة الممثلون
| الترتيب | رئيس البعثة الدبلوماسية | تاريخ الاعتماد الدبلوماسي | تاريخ الانتهاء | رئيس كوريا الجنوبية | رئيس دولة فلسطين | ملاحظات |
| ------- | ----------------------- | ------------------------- | -------------- | ------------------- | ---------------- | ------- |
|         | شونغنام بارك            | 2005                      | فبراير 2010    |                     | محمود عباس       |         |
|         | باك وونغ شول            | 5 نوفمبر 2011             |                |                     | محمود عباس       |         |
|         | يانج سام شوي            | 22 ديسمبر 2016            | 2018           |                     | محمود عباس       |         |
|         | كيم دون جي              | 23 ديسمبر 2018            | 2020           | مون جاي إن          | محمود عباس       |         |
|         | سونغ سي-جينغ            | 6 أكتوبر 2020             | أغسطس 2023     | مون جاي إن          | محمود عباس       |         |
|         | كيو سوك جون             | 3 أكتوبر 2023             | 2025           | يون سوك يول         | محمود عباس       |         |
|         | يونغ كول كوه            | 10 أبريل 2025             | لا يزال        |                     | محمود عباس       |         |

## وصلات خارجية
- الموقع الرسمي